# A Whole New Whirled
"A Whole New Whirled" es el primer episodio de la serie de televisión estadounidense de superhéroes Peacemaker, un spin-off de la película de 2021 The Suicide Squad. El episodio fue escrito y dirigido por el creador de la serie James Gunn. Se emitió originalmente en HBO Max el 13 de enero de 2022, junto con los dos episodios siguientes.
La serie está ambientada después de los eventos de The Suicide Squad, y sigue a Christopher Smith / Peacemaker, quien regresa a su casa tras la misión, pero se ve obligado a trabajar con agentes de A.R.G.U.S. en una operación clasificada conocida como "Proyecto Butterfly". Smith también tiene que lidiar con sus demonios personales, incluido sentirse perseguido por los recuerdos de las personas que mató por "la paz", así como volver a conectarse con su distanciado padre.
El estreno de la serie recibió respuesta positiva de los críticos, quienes destacaron su humor, escritura y actuaciones, particularmente John Cena.

## Trama
Cinco meses después de su misión en Corto Maltese,  Christopher Smith / Peacemaker se ha recuperado de las heridas que sufrió allí y es dado de alta, ordenando que puede salir del hospital. Después de confirmar con un conserje llamado Jamil que nadie lo está buscando, se va vestido con su traje. Sin que él lo sepa, una enfermera informa sobre su salida a través de mensaje a una persona conocida como "Sr. Murn".
Smith llega a su casa, obligado a darle su casco a un taxista al no tener dinero para pagarle. En el interior, encuentra muchos mensajes telefónicos de una persona conocida como Vigilante. De repente, los agentes de A.R.G.U.S. Emilia Harcourt, John Economos y la recién llegada Leota Adebayo lo sostienen a punta de pistola, revelando que, después de todo, lo estaban siguiendo. Su líder, Clemson Murn, llega e informa a Smith que aún no ha cumplido con su sentencia de 30 años de prisión. Le ofrece trabajar para él a cambio de evitar regresar a Belle Reve. Murn, que trabaja para Amanda Waller, está a cargo de una operación conocida como Proyecto Butterfly y quiere que Smith coopere para matar "Mariposas" (Butterflies). Al ver que no tiene otra opción, Smith acepta a regañadientes.
Smith va a la casa de su padre para recuperar a su águila calva mascota, Eagly. Su padre, Auggie, se hizo cargo de la mascota a regañadientes, pero desaprueba la vida de su hijo, también mostrando una actitud racista. Después de que Auggie le entrega un casco nuevo, Smith se va. Llega a un restaurante con el equipo, donde Murn le entrega un dossier con su objetivo: debe matar a un senador estadounidense. Durante su estadía, un empleado llamado Adrian Chase ve a Smith y está en silencio extasiado al verlo. Después de hablar con Adebayo, Smith sigue a Harcourt a un bar e intenta coquetear con ella. Harcourt es acosada constantemente por algunos clientes del bar, ataca brutalmente a uno de ellos y rechaza fríamente a Smith, lo que también la impulsa a abandonar el bar. Mientras tanto, Abedayo tiene una llamada con Waller, quien resulta ser su madre, para expresar su frustración con el equipo, pero Waller la convence de que eventualmente encontrará algo mejor.
Después del rechazo, Smith se encuentra con una mujer llamada Annie Sturphausen en el bar y tienen relaciones sexuales en su apartamento. Mientras Smith se distrae cantando una canción, Sturphausen toma un cuchillo de cocina y comienza a apuñalarlo sin razón. Se involucran en una pelea brutal en el apartamento y, a pesar de la determinación de Smith, no es rival para Sturphausen, quien muestra un rugido y una fuerza sobrehumanos. Smith salta por la ventana y vuelve corriendo a su auto en el estacionamiento. Mientras Sturphausen corre para atacarlo, Smith activa un arma de explosión sónica en su casco, que destruye a Sturphausen y una pequeña parte del estacionamiento. Mientras Eagly se queda junto a Smith, se ven patrullas de policía en la distancia llegando al lugar.

## Producción

### Desarrollo
En septiembre de 2020, HBO Max anunció que ordenó una serie centrada en Christopher Smith / Peacemaker, interpretado por John Cena en The Suicide Squad. James Gunn, quien escribió y dirigió The Suicide Squad, se desempeñaría como productor ejecutivo y dirigiría muchos episodios, mientras que Cena también se desempeñaría como coproductor ejecutivo. Para Gunn, vio la serie como "una oportunidad para profundizar en los problemas mundiales actuales a través de la lente de este superhéroe/supervillano/y el idiota más grande del mundo".
Como influencia, Gunn usó Better Call Saul, Spartacus, la franquicia de la serie V, así como la película Capitán América de 1990. Destacó particularmente a Better Call Saul por ayudarlo a desarrollar la serie, y explicó: "Tanto Saul como Chris son una especie de personajes tristes que son realmente buenos en una cosa y luego muy malos en muchas otras cosas. Así que creo que es simplemente tomar ese diálogo increíblemente inteligente, esa naturaleza relajada de la vida arraigada y luego mezclarlo con las otras cosas que quería hacer con el programa".
En julio de 2021, se reveló el título del episodio como "A Whole New Whirled".

### Casting

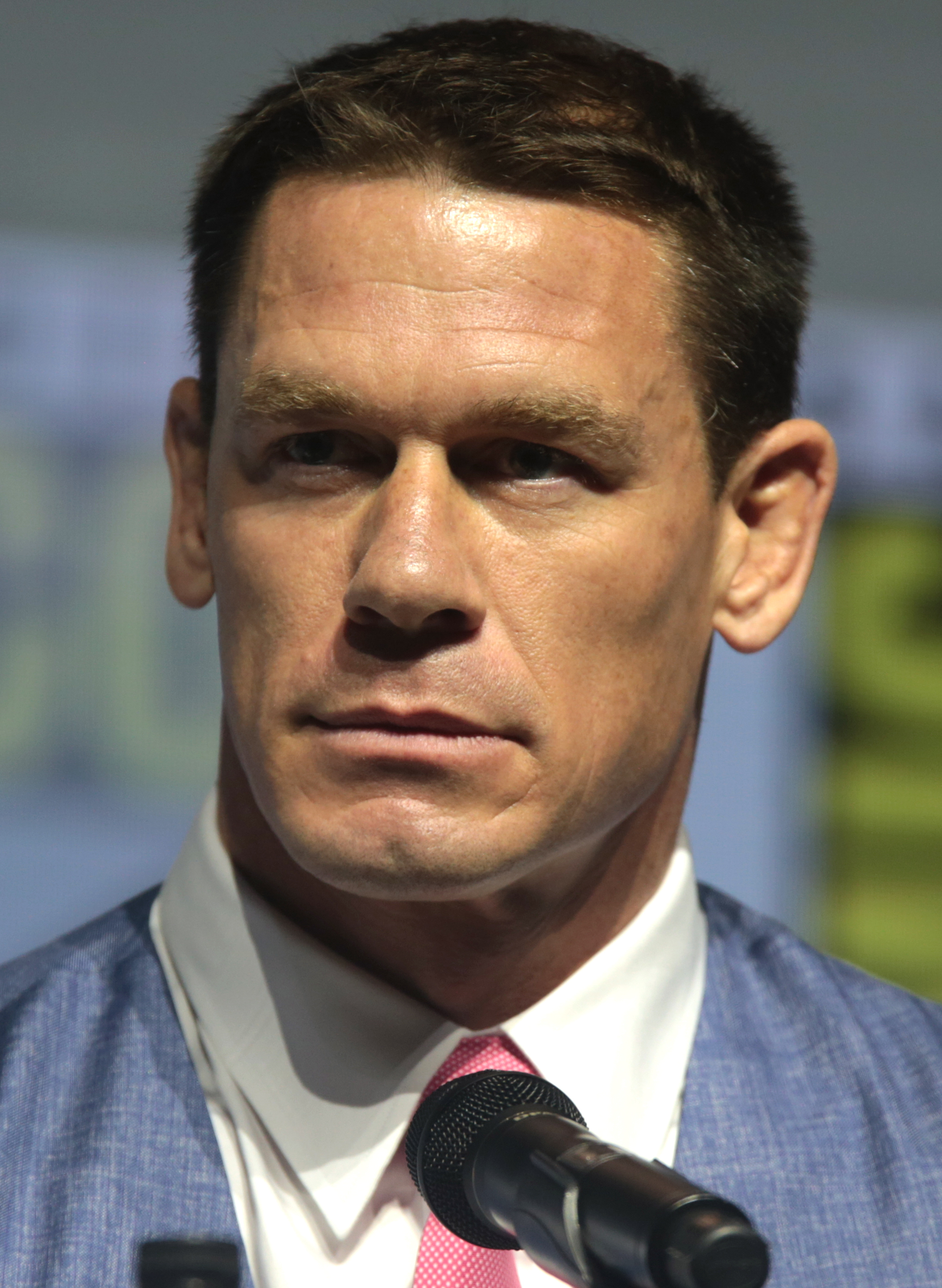
John Cena se desempeña como coproductor ejecutivo y actor principal de la serie.

El anuncio de la serie en septiembre de 2020 confirmó que John Cena volvería a interpretar su papel de Christopher Smith / Peacemaker. Otros actores que también repiten sus papeles de The Suicide Squad incluyen a Steve Agee como John Economos y Jennifer Holland como Emilia Harcourt.
Poco después del anuncio de la serie, Danielle Brooks, Robert Patrick, Chris Conrad y Chukwudi Iwuji fueron anunciados como regulares de la serie. En mayo de 2021, se anunció que Conrad dejaría la serie debido a diferencias creativas, y su papel se reformó con Freddie Stroma.
En diciembre de 2020, Annie Chang y Lochlyn Munro se unieron a la serie para volver a interpretar a los detectives Sophie Song y Larry Fitzgibbon. Si bien se les acredita en la secuencia de apertura, no aparecen en el episodio.
Viola Davis hace un cameo no acreditado como Amanda Waller, retomando su papel del Universo Extendido de DC. Como la serie se filma en Vancouver, el equipo visitó a Davis en Los Ángeles para filmar su escena.

### Efectos visuales
El episodio presenta a Eagly, el águila calva mascota de Smith. El equipo inicialmente trató de filmar las escenas con un águila real, pero le resultó difícil con el comportamiento del águila. Decidieron usar efectos visuales para crear a Eagly, lo cual fue logrado por Weta Digital, que trabajó anteriormente con Gunn en algunas de sus películas. La voz de Eagly es proporcionada por Dee Bradley Baker, quien previamente trabajó con Gunn en The Suicide Squad.

## Recepción de la crítica
"A Whole New Whirled" recibió críticas positivas de los críticos. Samantha Nelson de IGN le dio al estreno de tres episodios una calificación "excelente" de 8 sobre 10 y escribió en su veredicto: "Peacemaker no está tan claramente escrito como The Boys de Amazon, pero James Gunn apunta al mismo tipo de subversivo espectáculo de superhéroes, que utiliza la violencia excesiva y el humor mordaz para deconstruir las fallas del género. El estreno de tres episodios ofrece un ridículo derribo del vigilantismo al tiempo que insinúa tramas más grandes y oscuras por venir".
Jarrod Jones de The AV Club le dio al estreno de tres episodios una calificación de "A-" y escribió: "Peacemaker es una baraja apilada de locura temible y hay mucho que aceptar en estos primeros tres episodios. Es vulgar, violento, propenso a la no secuencia y tiene más de una secuencia de baile reservada para ti. Pero no te atrevas a dejar que su incesante bombardeo de blasfemias, desnudez y matanza te engañe para que pienses lo contrario: Peacemaker de James Gunn viene con, entre otras cosas, un corazón palpitante". Charles Bramesco de The Guardian le dio a los primeros tres episodios una puntuación de 3 sobre 5, escribiendo "El personaje de Suicide Squad de James Gunn obtiene su propia serie de HBO Max con resultados mixtos pero una actuación central ganadora".
Alan Sepinwall de Rolling Stone le dio al estreno de tres episodios una calificación de 4 estrellas sobre 5 y escribió: "Entre la sangre y las tripas, las bufonadas, la sátira política y las digresiones musicales, están sucediendo muchas cosas aquí. Sin embargo, la serie funciona como un estudio de carácter sincero de su héroe imperfecto, y las almas desafortunadas que tienen que trabajar junto a él, lo suficiente como para que la broma nunca se acabe. Incluso en un mercado tremendamente sobresaturado de historias de hombres y mujeres hipermusculares que se abren camino hacia la justicia, Peacemaker se destaca. Querrás probarlo, incluso las partes que tienen un sabor increíblemente malo". Alec Bojalad de Den of Geek le dio al estreno de tres episodios una calificación de 4 estrellas sobre 5 y escribió: "En última instancia, Peacemaker es otra victoria para el panorama televisivo de DC Comics repentinamente sorprendentemente competitivo".